# Yvette Étiévant
Pour les articles homonymes, voir Étiévan, Étiévant et Estival (homonymie).
Yvette Étiévant, née Yvette Camille Hélène Étiévan-Estival le 30 décembre 1922 à Paris et morte le 17 mars 2003 à Paris, est une actrice française.

## Biographie
Fille du comédien et réalisateur Henri Étiévant, elle crée au théâtre de l'Athénée Les Bonnes de Jean Genet avec Monique Mélinand, dans une mise en scène de Louis Jouvet, dont elle fut l'une des nombreuses conquêtes.
Sans accéder aux rôles de premier plan, elle impose son talent en composant des femmes soumises, discrètes ou frustrées, transcendées par son regard triste : en témoigne son rôle d'épouse de Jean Gabin dans Des gens sans importance. Elle est moins à l'aise dans le contre-emploi (allumeuse écervelée dans La Mort de Belle).
Son rôle le plus emblématique est celui de la femme de Christian Barbier alias L'Homme du Picardie à la télévision.
Elle est amie avec Jacqueline Pagnol (1920/2016) et a joué le rôle de la dactylo de Topaze (Fernandel) dans le film Topaze (1951). 
Après le suicide de la comédienne Françoise Spira en 1965, elle assure l'intérim de la direction du Théâtre de l'Athénée jusqu'à sa fermeture le 6 février 1966.
Par ailleurs, elle  est à l'origine de la création de  l'agence artistique Artmedia.
Elle est inhumée au cimetière de Chambray (Eure).

## Filmographie

### Cinéma
- 1945 : Les Dames du bois de Boulogne de Robert Bresson : la bonne
- 1949 : Entre onze heures et minuit d'Henri Decoin : la fille qui tapine dans le tunnel des Ternes
- 1949 : Le Point du jour de Louis Daquin[3]
- 1949 : Dernier Amour de Jean Stelli : Lina Bell
- 1949 : Le Parfum de la dame en noir de Louis Daquin : une fille à la soirée chez Rouletabille
- 1950 : Le Rosier de Madame Husson de Jean Boyer : Marie, la jeune paysanne
- 1951 : Sans laisser d'adresse de Jean-Paul Le Chanois : Adrienne Gauthier, la femme d'Emile, le chauffeur de taxi
- 1951 : Topaze de Marcel Pagnol : la dactylo de Topaze
- 1951 : Journal d'un curé de campagne de Robert Bresson : la femme de ménage
- 1951 : Maître après Dieu de Louis Daquin : la fille
- 1951 : Sous le ciel de Paris de Julien Duvivier
- 1951 : Deux sous de violettes de Jean Anouilh : Lucienne Delbez
- 1951 : Le Voyage en Amérique d'Henri Lavorel : la receveuse des postes
- 1951 : Seul dans Paris d'Hervé Bromberger : Germaine
- 1952 : Jocelyn de Jacques de Casembroot : Sœur Louise
- 1952 : Nous sommes tous des assassins d'André Cayatte : l'épouse de M. Bauchet
- 1953 : Une fille dans le soleil de Maurice Cam : Paulette
- 1953 : Les Dents longues de Daniel Gélin : Yvonne
- 1953 : Les Compagnes de la nuit de Ralph Habib : la surveillante
- 1953 : L'Amour d'une femme de Jean Grémillon : Fernande de Malgorny
- 1954 : Si Versailles m'était conté… de Sacha Guitry
- 1954 : Le Fil à la patte de Guy Lefranc : Marceline
- 1955 : Le Dossier noir d'André Cayatte : Mme Pirion, la concierge du palais de justice
- 1955 : Futures Vedettes de Marc Allégret : la mère d'Elise
- 1956 : Des gens sans importance d'Henri Verneuil : Solange Viard, la femme du routier
- 1956 : Crime et Châtiment de Georges Lampin : Mme Marcellini
- 1957 : La Roue d'André Haguet et Maurice Delbez
- 1958 : Les Jeux dangereux de Pierre Chenal : la mère de Fleur
- 1960 : Les Yeux sans visage de Georges Franju : la mère
- 1960 : Pantalaskas de Paul Paviot : Marie
- 1960 : Le Dialogue des carmélites de Philippe Agostini et le père Bruckberger : Sœur Lucie, la tourière
- 1960 : Les Vieux de la vieille de Gilles Grangier : Louise, la patronne du bistrot
- 1960 : Merci Natercia de Pierre Kast
- 1960 : L'Ours d'Edmond Séchan
- 1961 : La Mort de Belle de Édouard Molinaro : Alice, la secrétaire du juge
- 1962 : La Guerre des boutons d' Yves Robert : Mme Lebrac
- 1962 : Le Jour et l'Heure de René Clément : la caissière de la pharmacie
- 1963 : L'Année du bac de José-André Lacour : Mme Cachou
- 1964 : Les Yeux cernés de Robert Hossein : l'hôtelière
- 1964 : Mata Hari, agent H21 de Jean-Louis Richard : une infirmière sur le front
- 1964 : La Côte d'Adam de Paule Senguissen (Court métrage) : Voix uniquement
- 1965 : La guerre est finie d'Alain Resnais : Yvette, la femme de Ramon
- 1968 : Je t'aime, je t'aime d'Alain Resnais : Germaine Coster, la confidente
- 1972 : État de siège de Costa-Gavras : la femme du sénateur
- 1982 : Les Misérables de Robert Hossein : la logeuse de Notre-Dame de Lorette
- 1983 : Le Bon plaisir de Francis Girod : la secrétaire du président
- 1984 : L'Amour à mort d'Alain Resnais : voix uniquement
- 1984 : L'Amour en douce d'Édouard Molinaro : Claire
- 1986 : L'État de grâce de Jacques Rouffio : Madeleine Lombard
- 1987 : Le Journal d'un fou de Roger Coggio : Mavra
- 1989 : Les Baisers de secours de Philippe Garrel : la mère de Mathieu
- 1996 : Passage à l'acte de Francis Girod

### Télévision
- 1955 : Crime et Châtiment (Téléfilm) : Nastassia
- 1956 : En votre âme et conscience, épisode : Le secret des Feynarou de  Claude Barma
- 1958 : La caméra explore le temps (série télévisée) : Sylvanie
- 1960 : En votre âme et conscience :  La Chambre 32 de Claude Barma
- 1961 : Le Massacre des innocents (Téléfilm) : Dora
- 1961 : Flore et Blancheflore (Téléfilm) : La reine
- 1962 : L'inspecteur Leclerc enquête de Marcel Bluwal (série télévisée) : Mme Larive
- 1964 : Les Indes noires (Téléfilm) : Madge Ford
- 1965 : Le Théâtre de la jeunesse (série télévisée) : Irina
- 1965 : Donadieu de Stellio Lorenzi : Barbe
- 1966 : Cécilia, médecin de campagne d'André Michel (série télévisée) : Mme Maurel
- 1966 : Beaumarchais ou 60000 fusils (Téléfilm) : Thérèse
- 1966 : En votre âme et conscience, épisode : Le Crime de Sezegnin de  Pierre Nivollet
- 1968 : Les Cinq Dernières Minutes, épisode Tarif de nuit de Guy Séligmann : Maud
- 1968 : L'Homme du Picardie de Jacques Ertaud (série télévisée) : Thérèse Durtol
- 1971 : François Gaillard ou la vie des autres de Jacques Ertaud (série télévisée) : Simone Andelot
- 1981 : Sans famille de Jacques Ertaud (série télévisée) : Mère Barberin

## Théâtre
- 1942 : Dieu est innocent de Lucien Fabre, mise en scène Marcel Herrand, théâtre des Mathurins
- 1942 : D'après nature ou presque de Michel Arnaud, mise en scène Marcel Herrand, théâtre des Mathurins
- 1946 : Le Cocu magnifique de Fernand Crommelynck, mise en scène Jean-Louis Barrault, théâtre des Célestins
- 1947 : Les Bonnes de Jean Genet, mise en scène Louis Jouvet, théâtre de l'Athénée
- 1947 : Dom Juan de Molière, mise en scène Louis Jouvet, théâtre de l'Athénée
- 1949 : Ondine de Jean Giraudoux, mise en scène Louis Jouvet, théâtre de l'Athénée
- 1952 : Velca de Tullio Pinelli, mise en scène José Quaglio, théâtre de Babylone
- 1958 : L'Année du bac de José-André Lacour, mise en scène Yves Robert, théâtre Édouard VII, théâtre des Variétés
- 1958 : L'Épouvantail de Dominique Rolin, mise en scène André Barsacq, théâtre de l'Œuvre
- 1958 : La Maison des cœurs brisés de George Bernard Shaw, mise en scène Ariane Borg & Michel Bouquet, théâtre de l'Œuvre
- 1960 : Les Cochons d'Inde d'Yves Jamiaque, mise en scène de l'auteur, théâtre du Vieux-Colombier
- 1961 : La Ménagerie de verre de Tennessee Williams, mise en scène Antoine Bourseiller, théâtre des Célestins
- 1961 : La Pensée de Léonide Andreiev, mise en scène Laurent Terzieff, théâtre de Lutèce, théâtre Hébertot
- 1962 : Le Temps des cerises de Jean-Louis Roncoroni, mise en scène Yves Robert, théâtre de l'Œuvre
- 1962 : La Brigitta de Jacques Audiberti, mise en scène François Maistre, théâtre de l'Athénée
- 1962 : Lulu de Frank Wedekind, mise en scène François Maistre, théâtre de l'Athénée
- 1963 : La Danse du Sergent Musgrave de John Arden, mise en scène Peter Brook, théâtre de l’Athénée
- 1966 : Le Grand Cérémonial de Fernando Arrabal, mise en scène Georges Vitaly, théâtre des Mathurins
- 1966 : Marat-Sade de Peter Weiss, mise en scène Jean Tasso et Gilles Segal, théâtre Sarah-Bernhardt
- 1968, Phèdre de Jean Racine, mise en scène de Jean-Pierre Dougnac avec Silvia Monfort et Jean Danet avec les Tréteaux de France Tournée au Moyen-Orient (Égypte, Liban, Turquie)
- 1968, Le Mal court de Jacques Audiberti, mise en scène de Georges Vitaly avec Silvia Monfort et Jean Danet avec les  Tréteaux de France Tournée au Moyen-Orient (Égypte, Liban, Turquie)
- 1968, Caligula d'Albert Camus, mise en scène de Jean Leuvrais, avec Jacques Goasguen et Jean Danet avec les  Tréteaux de France Tournée au Moyen-Orient (Égypte, Liban)
- 1969 : Le Prix d'Arthur Miller, mise en scène Raymond Rouleau, théâtre Montparnasse